# Damalis heterocera
Damalis heterocera är en tvåvingeart som först beskrevs av Christian Rudolph Wilhelm Wiedemann 1821.  Damalis heterocera ingår i släktet Damalis och familjen rovflugor. Inga underarter finns listade i Catalogue of Life.